# Miranda Hartová
Miranda Hartová, rodným jménem Miranda Katherine Hart Dyke, (* 14. prosince 1972 Torquay) je britská herečka. Proslavila se rolí Mirandy v sitcomu Miranda (2009–2015).

## Životopis
Narodila se jako dítě kapitána Davida Harta Dykea. Její matka je dcerou diplomata Williama Luceho a sestrou politika Richarda Barona Luce.
V roce 2004 si ji na sólové show v Edinburghu všimla Jennifer Saunders, která se postarala o její hereckou kariéru. Začínala v různých britských situačních komediích. V roce 2009 ji televize BBC oslovila do projektu Miranda.